# Annie Sartre-Fauriat
Pour les articles homonymes, voir Sartre (homonymie).
 (octobre 2024).
 (octobre 2024).
Annie Sartre-Fauriat, née Fauriat le 17 novembre 1947, est une historienne française, spécialiste de l'archéologie funéraire et de l'épigraphie grecque et latine du Proche-Orient gréco-romain, ainsi que des voyages et voyageurs en Orient tant au XIXe siècle qu'au XXe siècle.

## Biographie
Annie Sartre-Fauriat est agrégée d'histoire et docteur d'État de l'université Panthéon-Sorbonne. Professeur des universités depuis 1992. Elle est professeur émérite de l'université d'Artois.
Membre du groupe d'experts à l'UNESCO sur le patrimoine syrien.

## Publications (sélection)
- A. Sartre-Fauriat, Des tombeaux et des morts. Monuments funéraires, société et culture en Syrie du Sud du Ier siècle av. J.-C. au VIIe s. ap. J.-C., Tome I, “Catalogue des monuments”, BAH, Tome 158, Beyrouth, 2001, 292 p.
- A. Sartre-Fauriat, Des tombeaux et des morts. Monuments funéraires, société et culture en Syrie du Sud (Ier siècle av. J.-C.-VIIe siècle ap. J.-C.), Tome II, “Synthèse”, BAH, Tome 158, Beyrouth, 2001, 270 p.
- A. Sartre-Fauriat, « Georges, Serge, Élie et quelques autres saints connus et inédits de la province d’Arabie », in Romanité et cité chrétienne : permanences et mutations, intégration et exclusion du Ier au VIe siècle : mélanges en l’honneur d’Yvette Duval, Paris, De Boccard, 2001, p. 295-314.
- A. Sartre-Fauriat, « Les élites de la Syrie intérieure et leur image à l’époque romaine », Colloque international “Les élites et leurs facettes”, Clermont-Ferrand, novembre 2000, EFR 309 et ERGA 3, Rome-Clermont-Ferrand, 2003, p. 517-538.
- A. Sartre-Fauriat, Les voyages dans le Hawran (Syrie du Sud) de William John Bankes 1816-1818), Ausonius Mémoires 11, BAH 169, Bordeaux-Beyrouth, 2004.
- A. Sartre-Fauriat, « Les soldats, une élite en Syrie à l’époque impériale ? », Actes du colloque international de Wroclaw “Elite in greek and roman Antiquity” (décembre 2003), Antiquitas XXVIII, edit. by A. Los and K. Nawotka, Wroclaw, 2005, p. 117-132.
- A. Sartre-Fauriat, « Inscriptions inédites pour la Tychè en Syrie du Sud », Mélanges en l’honneur de Jean-Paul Rey-Coquais, Mélanges de l'Université saint-Joseph, Beyrouth (MUSJ), LX, 2007, p. 269-288.
- A. Sartre-Fauriat, « Les monuments funéraires en Syrie du Sud : traditions et apports exogènes », Colloque IRA du CNRS et Musée de Lattes 11-13 octobre 2001, J. Ch. Mortetti et D. Tardy édit.: L’architecture funéraire monumentale, CTHS, Paris, 2006, p. 125-139.
- A. Sartre-Fauriat et M. Sartre, Le voyage de William John Bankes en Carie (1817), Scripta Anatolica, Bordeaux, 2007, p. 113-141.

- A. Sartre-Fauriat et M. Sartre, Palmyre, la cité des caravanes, éd. Gallimard, coll. « Découvertes Gallimard/Archéologie » (no 523), Paris, 2008.
- M. Sartre, A. Sartre-Fauriat, P. Brun (dir.), Dictionnaire du Monde grec antique, Paris, Larousse, coll. « In extenso », 2009, 543 p.
- IGLS XIII/2, (collaboration avec M. Sartre), Bostra supplément et plaine de la Nuqra, BAH, 194, Beyrouth, 2011.
- A. Sartre-Fauriat, « Une stèle au dieu cavalier au Musée des Beaux-Arts de Lyon », Syria, 89, 2012, p. 185-194.
- A. Sartre-Fauriat et M. Sartre : IGLS XV (Inscriptions Grecques et Latines de Syrie) . Le Plateau du Trachôn et ses bordures, BAH 204, Beyrouth, 2014, 2 vol.
- Maurice Sartre et Annie Sartre-Fauriat, Zénobie : de Palmyre à Rome, Paris, Perrin, 2014, 348 p. [détail de l’édition] (ISBN 9782262040970, BNF 43911911, présentation en ligne)
- A. Sartre-Fauriat et M. Sartre, « Les communautés civiques de Syrie du Sud dans l’Antiquité tardive »,  Mediterraneo Antico, XVII, 2014, p. 471-486.
- A. Sartre-Fauriat, « Dieux nouveaux et nouveaux dieux à l’époque romaine dans le Hauran », Actes colloque Aarhus/Damas « Religious Identities in the Levant from Alexander to Muhammed. Continuity and Change » M. Blömer, A. Lichtenberger, R. Raja édit., Brépols, Turnhout, 2015, p. 297-312.
- A. Sartre-Fauriat, « La défense du Hauran à l’époque romaine tardive : fortins et camps face au désert », Studia Universitatis Cibiniensis. Series Historica, vol. XIII/supplément, Cibiu, 2016, p. 81-95.
- A. Sartre-Fauriat, « Proche-Orient : patrimoines en grand danger », Anabases, 23, 2016, p. 139-156.
- Annie et Maurice Sartre, Palmyre vérités et légendes , Perrin, 2016.
- A. Sartre-Fauriat et M. Sartre, IGLS XIV : Adraa-Der‘a, le Jawlan oriental et la plaine de la Batanée, (introduction historique, établissements des textes, traduction et commentaire de 600 inscriptions), 2 vol., BAH 207, Beyrouth, 2016.
- A. Sartre-Fauriat, « Mothana-Imtan : un village de garnison en Arabie », Syria, 93, 2016, p. 67-81.

- A. Sartre-Fauriat, « Les cultes du Trachôn à l’époque romaine », dans Contextualising the Sacred in the Hellenistic and Roman Near East, Religious Identities in Local, Regional and Imperial Settings, Turnhout, 2017, p. 181-190.
- A. Sartre-Fauriat, « Le Hauran (Syrie du Sud) : un art funéraire entre traditions et influences gréco-romaines », dans BAR International series 2897, Oxford, 2018, p. 89-95.
- A. Sartre-Fauriat et M. Sartre, IGLS XVI : L’Auranitide. Qanawat et la bordure nord du Jebel al- Arab, vol.1, BAH 219, Beyrouth, presses de l’IFPO, 2020.
- A. Sartre-Fauriat et M. Sartre, IGLS XVI : L’Auranitide. Suwayda et la bordure ouest du Jebel al- Arab, vol.2, BAH 220, Beyrouth, presses de l’IFPO, 2020.
- A. Sartre-Fauriat, « L’épigraphie du Hauran, reflet des mixités culturelles au Proche-Orient romain », dans The Middle East as Middle Ground? Cultural Interaction in the ancient Middle East revisited, Vienne, Holzhausen, 2021, p. 117-128.
- A. Sartre-Fauriat, Aventuriers, voyageurs et savants à la découverte archéologique de la Syrie (XVIIe – XXIe siècle), CNRS éditions, 2021.
- A. Sartre-Fauriat et M. Sartre, IGLS XVI  : L'Auranitide. Maximianopolis, la Sacée et le nord du Jebel Al-Arab, vol.3, BAH 221, Beyrouth, presses de l’IFPO, 2021.
- A. Sartre-Fauriat,« Inscriptions inédites de Hiérapolis-Membidj et la déesse Sèméa », dans Naming the Gods in Graeco-Roman Syria, Mythos, Rivista di Storia delle Religioni, 16, Palerme, 2022, en ligne : https://journals.openedition.org/mythos/
- A. Sartre-Fauriat et M. Sartre, « Syrie 2023: 12 ans de guerre », Rivista Storica Italiana, Anno CXXXV- Fascicolo I, 2023, p. 1- 9.

Nombreuses participations dans les médias nationaux et internationaux (presse écrite, télévision, radio, cinéma).
Nombreuses conférences et comptes rendus.

## Distinctions

### Décoration
- Chevalier de l'ordre des Arts et des Lettres

### Récompenses
- 2015 - Prix Historia de la biographie historique pour Zénobie, de Palmyre à Rome.
- 2016 - 40e Prix Pierre-Lafue pour Palmyre, vérités et légendes.
- 2021 - Prix Plottel de l’Académie des Inscriptions et Belles Lettres, destiné à encourager des travaux de haut niveau dans le domaine des études classiques, décerné pour couronner la série des Inscriptions grecques et latines de la Syrie éditée par l’Institut français du Proche-Orient.